# Port lotniczy Dżebel Dhana
Port lotniczy Dżebel Dhana (ICAO: OMAJ) – mały port lotniczy położony w miejscowości Dżebel Dhana, w Zjednoczonych Emiratach Arabskich. Używany do celów wojskowych i cywilnych.